# Brooks
Тайс Вестбрук (нидерл. Thijs Westbroek; более известный как Brooks — нидерландский диджей и музыкальный продюсер в жанре электронной музыки.
Стал наиболее известен благодаря сотрудничеству с Мартином Гарриксом, и выпущенными треками такими как «Byte», «Boomerang» и «Like I Do». Является одним из пионеров жанра фьюче-баунс.

## Музыкальная карьера

### Начало карьеры
Карьера Brooks начала развиваться когда он отправил свою демоверсию песни на 20 случайных адресов электронной почты, которые могли быть связаны с менеджментом Мартина Гаррикса. К счастью его заметили, и песню которую он отправил на электронные адреса, потом прозвучала в радиошоу Мартина «The Martin Garrix Show». Затем Мартин Гаррикс пригласил его в свою студию для работы над треком «Byte». Brooks описал это событие как «сумасшедшую историю», и сказал что ему повезло.

### 2017
В октябре 2017 года он выпустил трек «Boomerang» с Мартином Гарриксом, при этом Мартин использовал псевдоним GRX.

### 2018 — настоящее время
22 февраля 2018 года Brooks в сотрудничестве с Мартином Гарриксом и Дэвидом Геттой, выпустил трек «Like I Do». Он был выпущен на лейбле What A Music, Big Beat, Atlantic Records и Parlophone.
В 2018 году Brooks был номинирован на премию SLAM! AWARD и победил в номинации «Лучший талант 2018».

## Дискография
| Название                                           | Год  | Пиковые позиции в чартах | Пиковые позиции в чартах | Пиковые позиции в чартах | Пиковые позиции в чартах | Пиковые позиции в чартах | Пиковые позиции в чартах | Пиковые позиции в чартах | Пиковые позиции в чартах | Пиковые позиции в чартах | Пиковые позиции в чартах | Пиковые позиции в чартах | Альбом             |
| Название                                           | Год  | NL                       | AUT                      | BEL Dance                | FRA                      | GER                      | ITA                      | NOR                      | SWE                      | SWI                      | UK                       | US Dance                 | Альбом             |
| -------------------------------------------------- | ---- | ------------------------ | ------------------------ | ------------------------ | ------------------------ | ------------------------ | ------------------------ | ------------------------ | ------------------------ | ------------------------ | ------------------------ | ------------------------ | ------------------ |
| «Get Down» (с Multiplayers)                        | 2015 | —                        | —                        | —                        | —                        | —                        | —                        | —                        | —                        | —                        | —                        | —                        | Не альбомный сингл |
| «Alamo» (с Bassjackers)                            | 2015 | —                        | —                        | —                        | —                        | —                        | —                        | —                        | —                        | —                        | —                        | —                        | Не альбомный сингл |
| «Pinball»                                          | 2015 | —                        | —                        | —                        | —                        | —                        | —                        | —                        | —                        | —                        | —                        | —                        | Не альбомный сингл |
| «If Only I Could»                                  | 2016 | —                        | —                        | —                        | —                        | —                        | —                        | —                        | —                        | —                        | —                        | —                        | Не альбомный сингл |
| «Make Your Move»                                   | 2016 | —                        | —                        | —                        | —                        | —                        | —                        | —                        | —                        | —                        | —                        | —                        | Не альбомный сингл |
| «Hold It Down» (при участии Micah Martin)          | 2016 | —                        | —                        | —                        | —                        | —                        | —                        | —                        | —                        | —                        | —                        | —                        | Не альбомный сингл |
| «Take Me Away» (с Jonas Aden)                      | 2016 | —                        | —                        | —                        | —                        | —                        | —                        | —                        | —                        | —                        | —                        | —                        | Не альбомный сингл |
| «Joyride» (с Bassjackers)                          | 2017 | —                        | —                        | —                        | —                        | —                        | —                        | —                        | —                        | —                        | —                        | —                        | Не альбомный сингл |
| «On Our Own» (с Showtek при участии Natalie Major) | 2017 | —                        | —                        | —                        | —                        | —                        | —                        | —                        | —                        | —                        | —                        | —                        | Не альбомный сингл |
| «Byte» (с Martin Garrix)                           | 2017 | 2                        | —                        | 23                       | 104                      | —                        | —                        | —                        | —                        | —                        | —                        | 49                       | Не альбомный сингл |
| «Jetlag» (с Mike Williams)                         | 2017 | —                        | —                        | —                        | —                        | —                        | —                        | —                        | —                        | —                        | —                        | —                        | Не альбомный сингл |
| «Boomerang» (с GRX(Martin Garrix)                  | 2017 | —                        | —                        | —                        | —                        | —                        | —                        | —                        | —                        | —                        | —                        | —                        | Не альбомный сингл |
| «Like I Do» (с David Guetta и Martin Garrix)       | 2018 | 23                       | 24                       | —                        | 20                       | 23                       | 86                       | 19                       | 21                       | 22                       | 29                       | 8                        | Не альбомный сингл |
| «LYNX»                                             | 2018 | —                        | —                        | —                        | —                        | —                        | —                        | —                        | —                        | —                        | —                        | —                        | Не альбомный сингл |
| «Limbo»                                            | 2018 | —                        | —                        | —                        | —                        | —                        | —                        | —                        | —                        | —                        | —                        | —                        | Не альбомный сингл |